# Charles Filiger
Charles Filiger (Thann, Alto Rin, 28 de noviembre de 1863 - Plougastel, Finisterre, 11 de enero de 1928) fue un pintor francés, discípulo de Paul Gauguin.

## Biografía

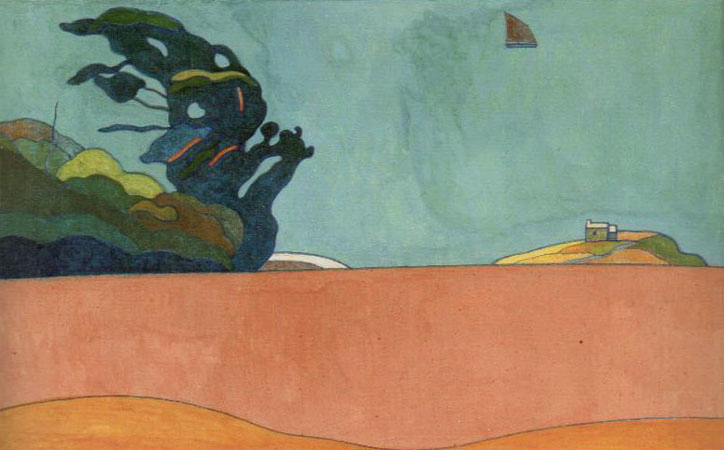
Charles Filiger, obra Paysage du Pouldu (c. 1892).

De familia acomodada, su padre fue fabricante de papel pintado en Mulhouse, Charles Filiger primero siguió los estudios clásicos, pero luego su padre le pidió se dedicara a artes decorativas.
El artista quiso ser pintor, y 1886 le encontró en París frecuentando la Académie Colarossi, al número 10 de la rue de la Grande-Chaumière. En 1989 y 1990 expuso en el Salon des indépendants, donde probablemente conoció a Gauguin.
Para huir de París (tal vez por algún asunto ligado a su homosexualidad) o simplemente para vivir más económicamente, a partir de 1888 se radicó más o menos definitivamente en la zona de Pont-Aven, instalándose primero en la Pensión Gloanec, y a partir de 1890 en la Buvette de la Plage (en Pouldu, atendido por Marie Henry a quien la clientela llamaba Marie Poupée). Allí, en la pensión regenteada por la bella Marie Henry, encontró a Paul Gauguin (acomodado en el cuarto con ventana al patio) así como a Meijer de Haan (ocupando el cuarto grande) y a Paul Sérusier. Filiger por su parte se instaló en el cuarto de la calle, pasando momentos muy agradables con sus amigos, tocando la mandolina, mientras Gauguin hacía sonar la guitarra, y disfrutando también de la compañía de Laval, Moret, Seguin, y Émile Jourdan.
Este grupo de jóvenes artistas se encontraron allí en un lugar muy tranquilo, compartiendo una franca camaradería entre ellos, y deseando iniciar un nuevo estilo artístico, muy impulsado y proclamado por Gauguin en su calidad innata de líder y jefe de fila. Los miembros del grupo generalmente trabajaban toda la jornada, al aire libre, y a la caída del sol se mostraban los resultados unos a otros, embarcándose en largas conversaciones. Una noche, André Gide por azar fue a cenar a la posada, y por cierto notó la presencia de los artistas pintores, hablando fuerte y animadamente. Estos jóvenes no solamente experimentaron pintando cuadros, sino que también decoraron el comedor de la Buvette de la Plage, donde Filiger pintó una Madona. 
Maxime Maufra describió así a Charles Filiger: Une figure de gros poupon rouge, aux yeux malicieux et rieurs. Courtaud, ventru, monté sur de petites jambes qu'il remuait d'une étrange manière, tel est au physique cet artiste original.

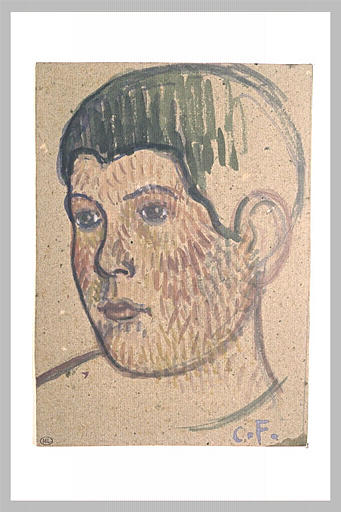
Cabeza de joven bretón, hacia 1896. Acuarela sobre cartón, 17,7 × 12,9 cm, París, Museo del Louvre.

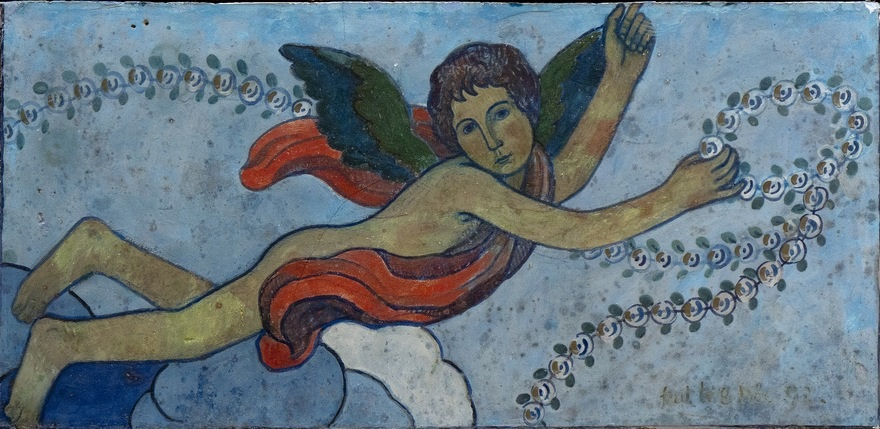
Ángel guardián con una guirnalda, 1892. Gouache sobre papel, 71 × 36 cm, Museo de Bellas Artes de Quimper.

À partir de 1890, un rico mecenas, el conde Antoine de La Rochefoucauld, le acordó una renta mensual de cien francos, a cambio de la parte más importante de su producción. En ese momento, el propio Filiger escribió un artículo sobre sí mismo, en la revista que en la oportunidad creó: Le Cœur. El resto de su obra está expuesto en galerías y colecciones privadas (Le Barc de Boutteville, Rose-Croix, Père Tanguy).
También se sabe que mantuvo una correspondencia activa con Jan Verkade. En septiembre de 1894, se publicó un artículo elogioso sobre este artista, en Le Mercure de France, y firmado por Alfred Jarry.
Con la partida de Gauguin en 1895 al extranjero, el grupo de artistas de Pouldu se dispersó, y entonces Filiger se aísló, y cambió varias veces de domicilio (probablemente huyendo de los sarcasmos y desprecios de la gente del lugar en relación con su homosexualidad). Es así como vivió unos años de espaldas al mundo y a la gente, por lo que su mecenas terminó por retirarle su apoyo.
De 1895 a 1900, vivió en la miseria en una pequeña aldea llamada Kersulé, próxima a Pouldu. Enfermo, alcohólico, y con crisis de misticismo que le provocaban depresión, se volvió muy taciturno y muy poco sociable, y también comenzó a drogarse con éter.
De 1901 a 1902 se alojó en Rochefort-en-Terre, y en 1913 fue a Suiza a visitar a su familia, para luego retornar a la zona de Pouldu, donde se instaló en la aldea de Kersellec, de 1904 a 1905. Verkade, que se hizo monje, escribió a Seguin para ponerle al corriente del deterioro y extravío del compañero, poniéndole en guardia en relación con algún posible contacto con el artista. En 1905, Filiger fue hospitalizado en Malestroit, y con posterioridad pasó cuatro años en un pequeño albergue de Gouarec.
A partir de 1911, se radicó en Arzano, rompiendo definitivamente todo contacto con sus amigos artistas y su familia. En 1914, vivió con el señor y la señora Le Guellec, en Tregunc, con quienes la hermana de Charles Filiger había firmado un contrato de alimentación. Con posterioridad y en 1915, siguió a los Le Guellec a Plougastel, y vivió con ellos casi hasta su fallecimiento. En efecto, a principios de enero de 1928, el doctor Caraes lo condujo al hospital de Brest, ya muy adicto al alcohol y al éter, muriendo el 11 de enero de 1928. Fue enterrado en una pequeña bodega que tenía la familia Le Guellec, en Plougastel-Daoulas.
Su producción artística finalmente no fue muy abundante; Mira Jacob repertorió unas doscientas obras de este artista en su catálogo razonado. Su producción de juventud incluye pinturas al óleo, pero con posterioridad se dedicó a las acuarelas, así como a las gouaches sobre papel o sobre cartón, además de algunos decorados de alfarería. En sus trabajos era muy meticuloso, dedicándose principalmente a los pequeños formatos.

## Obras
(lista no exhaustiva)

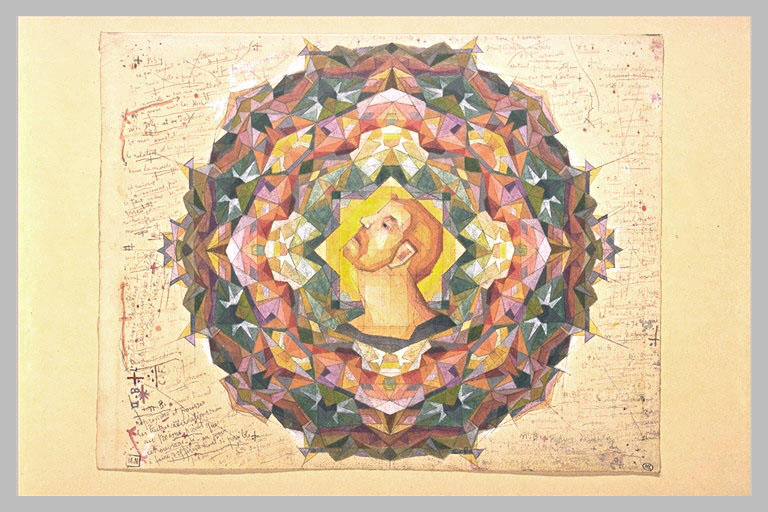
Notations chromatiques: Tête d'homme roux, 1915-1928. Aquarelle et mine de plomb, 23.8 × 30.5 cm. Paris, Musée du Louvre.

El artista supo producir creaciones originales y místicas, y a pesar de no formar parte del grupo de los Nabis, comparte las características y cualidades de varios de los artistas de su tiempo. Conoció a Sérusier y a sus obras. Su trabajo es como un fuego místico, y buscando la espiritualidad, como reaccionando a todo tipo de materialismo. 

### Dibujos, acuarelas, gouaches[1]
- 1890    - * 1890 ca - Sainte Pleureuse et ange musicien  (recto-verso), Gouache et or sur carton gris (recto), Crayon gras bleu (verso), 27x14cm, Musée d'Art moderne et contemporain (Strasbourg).[2]
- 1890 ca -   La Maison du Pen Du; Gouache sur carton; Dim; H:18,5 cm X L:28,5 cm (Coll. part).
- 1891   -   Vierge à l'Enfant , gouache et or sur carton; Dim; H: 31 cm X L:25,5 cm (Coll. Altschul)
- 1892    -   Tête d'homme au béret bleu, gouache et or sur carton; Dim; H: 22,2 cm X L:18,7 cm, Musée des Beaux-Arts de Pont-Aven.
- 1892    -   Paysage du Pouldu ; gouache; Dim; H: 26 cm X L:28,5 cm ( Musée des beaux-arts de Quimper)
- 1892    -   Le Génie à la guirlande  , gouache sur plâtre: Dim; H: 55 cm X L:72 cm ( peinture sur le mur en plâtre de la salle à manger de la buvette de La Plage au Pouldu (Musée des Beaux-arts de Quimper.
- 1892    -  Christ aux Anges; gouache et or sur carton; Dim; H: 27 cm X L: 25,5 cm (Collection Altschul)
- 1894    -  Famille de pêcheurs ; gouache sur carton; Dim; H:28 cm X L:19,5 cm. (Coll.part.)
- 1894    -  Le Christ à la Lande ; gouache rehaussée d'or sur carton; Dim; H:35 cm X L:26 cm (Coll. part.)
- 1894    -  Sainte Cécile ; gouache réhaussée d'or sur carton; Dim; H: 21 CM X L: 18 cm (Coll. Altschul)
- 1896 ca -  Tête de jeune breton, de trois quarts à gauche , Dim; H:17 X L: 12 cm; Musée du Louvre (fonds Orsay).
- 1903 ca -  La Chapelle au Christ couronné d'épines , encre noire et rehauts de gouache; Dim; H:  19 cm X L:27 cm, Musée du Louvre (fonds Orsay).
- 1903-1905 -  Le Christ au Tombeau ; gouache sur carton; Dim; H:19 cm X L:35 cm (Musée départemental Maurice-Denis « Le Prieuré »; (Saint-Germain-en-Laye)
- S - D      -  La montagne noire de Thann  (non daté), encre noire et rehauts de gouache, 23x16cm, Musée du Louvre (fonds Orsay).
- S - D      -  Côtes Bretonnes ; gouache sur carton; Dim; H:21 cm X L:28,5 cm (Coll. Altschul)
- S - D      -  Paysage de Bretagne ; gouache sur carton; Dim; H: 22,5 cm X L: 28 cm (Coll. Altschul)
- S - D      -  Bretonne , aquarelle, Dim; H: X L: Musée du Louvre.
- S - D      -  Une Sainte , estampe en couleur, Dim; H: X L: Musée des Beaux-Arts de Rennes.
- S - D      -  Madone au voile étoilé , mine de plomb et gouache; Dim; H:23 cm X L:22 cm; Musée du Louvre (inv. n° RF 39561).[3]
- S - D      -  Les Yeux clos ; crayon et gouache sur papier gris; Dim; H:26 cm X L:26 cm (Coll. part.)

### Notaciones cromáticas[1]
- 1900 ca - Notations chromatiques: Paysage à l'arbre rouge; gouache, or et aquarelle sur papier; Dim; Diam: 15 cm (Musée des beaux-arts de Pont-Aven)
- Notations chromatiques : tête de la vierge, aquarelle, 28x23cm, Musée du Louvre (fonds Orsay).
- Notations chromatiques : tête de femme, aquarelle et sanguine, Musée du Louvre (fonds Orsay).
- Notations chromatiques : Marcelle I, aquarelle et rehauts de gouache, 20x16cm, Musée du Louvre.[4]
- Notations chromatiques : Marcelle II, aquarelle et rehauts de gouache,19,8x19,9 cm, Musée du Louvre (fonds Orsay).
- Notations chromatiques : tête d'homme roux, aquarelle et mine de plomb, 23x30cm, Musée du Louvre (fonds Orsay).
- Notations chromatiques, aquarelle, 23x27, Musée du Louvre (fonds Orsay) (inv. n° RF39557).
- Notations chromatiques, aquarelle, 23x29, Musée du Louvre (fonds Orsay) (inv. n° RF39556).
- Notations chromatiques (inachevée), aquarelle et mine de plombe, 29x23, Musée du Louvre.[5]
- Notations chromatiques : tête d'homme, aquarelle, 23x29, Musée du Louvre, (inv. n° RF39555).[6]
- Notations chromatiques : Jeanne d'Arc ; crayon, gouache, aquarelle sur papier; Dim; H:26 cm X L:26 cm ( Coll. part.); composition dans un cercle inscrit dans un octogone, inscrit à son tour dans un cercle, puis dans deux carrés foramnt un cadre ornemental[7]

## Exposiciones
- 1889  - Salon des indépendants : dos estudios, y acuarelas en pointillées.
- 1890  -  Salon des Indépendants : cuatro obras.

## Museos
- Musée du Louvre ( fonds d'Orsay): La Chapelle au Christ couronné d'épines
- Musée des beaux-arts de Quimper : Le Génie à la Guirlande -  Paysage du Pouldu
- Musée des beaux-arts de Rennes:  Une Sainte
- Musée d'art moderne et contemporain (Strasbourg):  Sainte Pleureuse et ange musicien
- Musée des beaux-arts de Pont-Aven:  Paysage à l'arbre rouge
- Musée départemental Maurice-Denis « Le Prieuré »; Saint-Germain-en-Laye:  Le Christ au Tombeau

## Turismo
- Clohars-Carnoët, Maison-Musée du Pouldu:[8] Reconstrucción del albergue del siglo XIX, donde se reunían los pintores de la llamada École de Pont-Aven : Paul Sérusier, Paul Gauguin, Charles Filiger, y Meijer de Haan (Meyer de Haan).

## Galería de pinturas

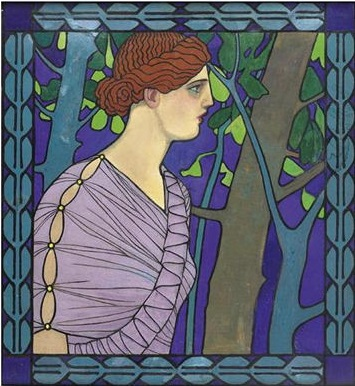
Femme dans un sous-bois (mujer entre la maleza).
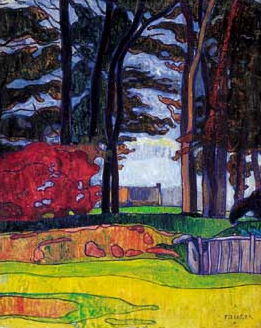
Paisaje bretón.
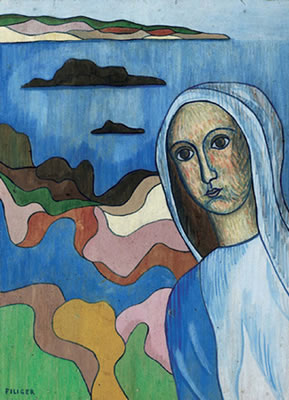
La Virgen.
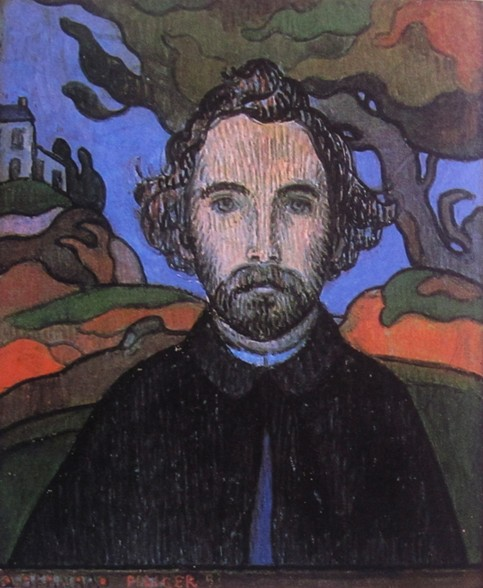
Emile Bernard.
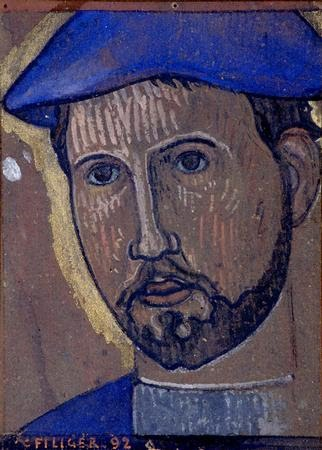
Cabeza de hombre con boina azul, 1892.
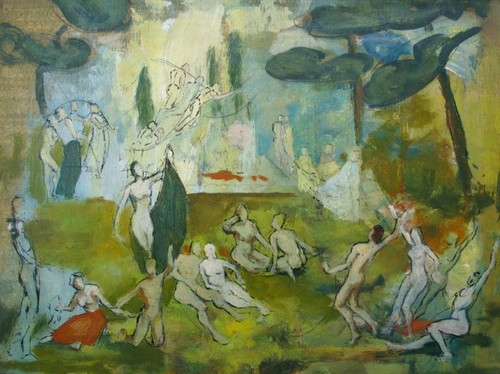
Desnudos.
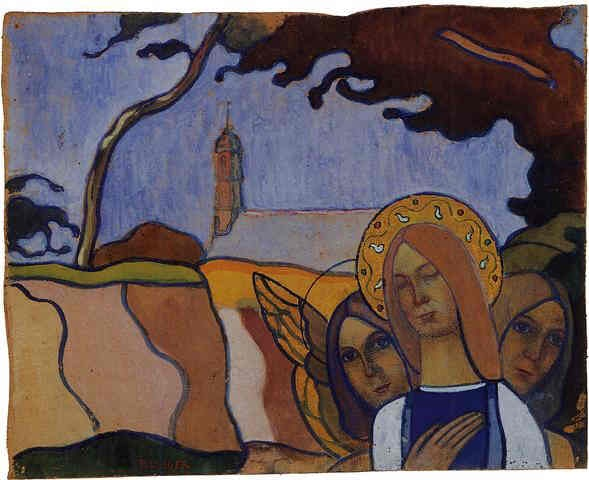
Virgen y dos ángeles.
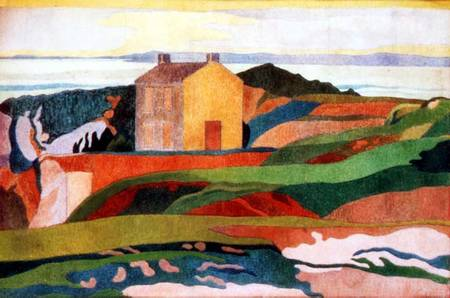
Casa del verdugo, 1891.
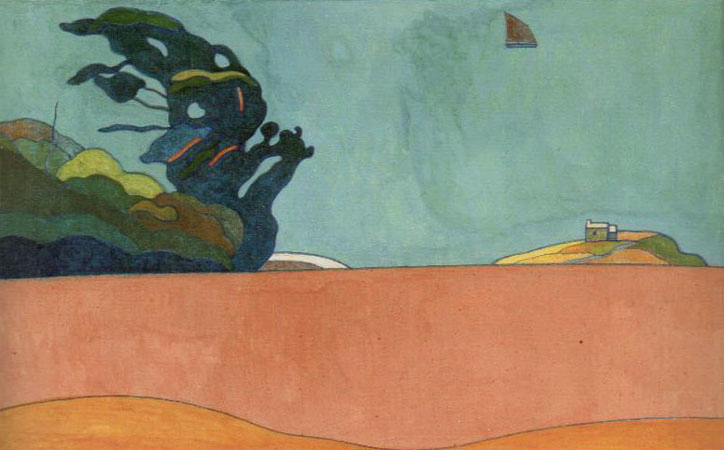
Paisaje de Pouldu.
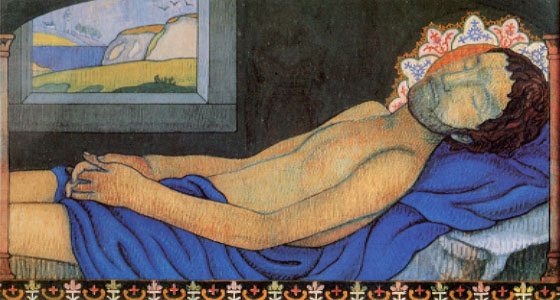
Cristo.
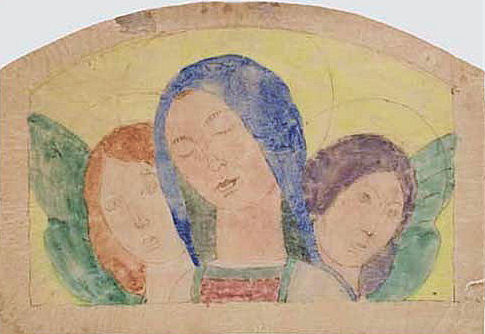
Madona entre dos ángeles.